# Comuna de Głuszyca
Głuszyca (polaco: Gmina Głuszyca) é uma gminy (comuna) na Polónia, na voivodia de Baixa Silésia e no condado de Wałbrzyski. A sede do condado é a cidade de Głuszyca.
De acordo com os censos de 2004, a comuna tem 9379 habitantes, com uma densidade 151,5 hab/km².

## Área
Estende-se por uma área de 61,92 km², incluindo:
- área agricola: 32%
- área florestal: 53%

## Demografia
Dados de 30 de Junho 2004:
|                      | Total   | Total | Mulheres | Mulheres | Homens  | Homens |
| -------------------- | ------- | ----- | -------- | -------- | ------- | ------ |
|                      | pessoas | %     | pessoas  | %        | pessoas | %      |
| População            | 9379    | 100   | 4880     | 52       | 4499    | 48     |
| Densidade (pop./km²) | 151,5   | 100   | 78,8     | 78,8     | 72,7    | 72,7   |

De acordo com dados de 2002, o rendimento médio per capita ascendia a 1439,39 zł.

## Subdivisões
- Głuszyca Górna, Grzmiąca, Kolce, Łomnica, Sierpnica.

## Comunas vizinhas
- Jedlina-Zdrój, Mieroszów, Nowa Ruda, Comuna de Walim.